# Fourneau Saint Michel

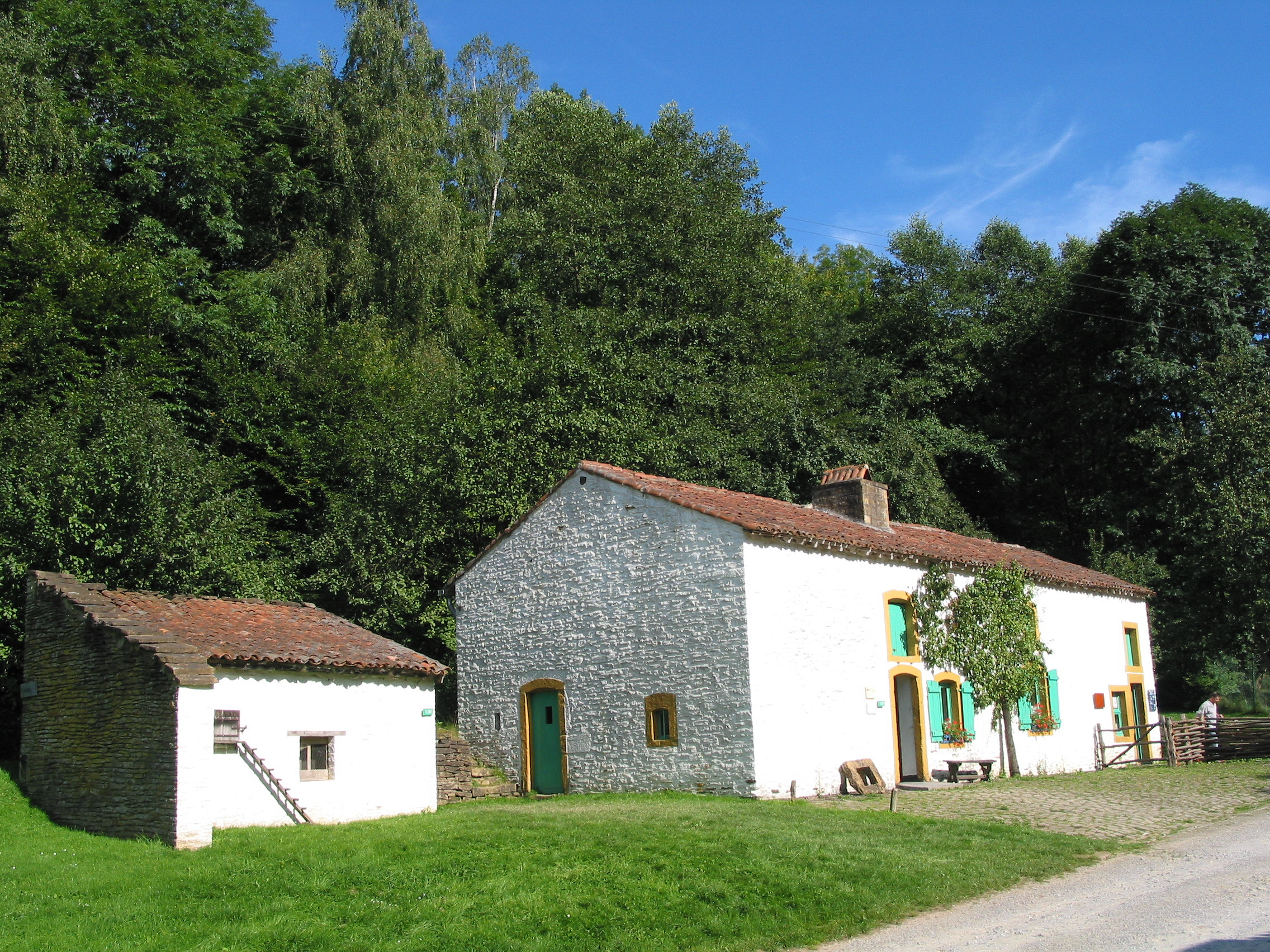

Fourneau Saint Michel (deutsch Hochofen St. Michael) ist das Freilichtmuseum der belgischen Provinz Luxemburg.

## Lage
Das Museum liegt 7,5 km NNW von Saint-Hubert und 11,5 km SSO von Rochefort in einem einsamen Tal der belgischen Ardennen in der Provinz Luxembourg im wallonischen Teil von Belgien.

## Ausstellung
Das Museum besteht aus zwei getrennten Teilen, die von einem gemeinsamen Parkplatz aus zugänglich sind. Hauptattraktion des Musée du fer (Eisenmuseums) ist ein barocker Hochofen mit Nebengebäuden, der gleichzeitig die Keimzelle des Museums ist.
Auf der anderen Seite des Parkplatzes beginnt das Musée de la Vie rurale en Wallonie (Museum des Landlebens in der Wallonie). Das Museum beherbergt auf 80 Hektar mehrere Baugruppen typischer Häuser des 19. Jahrhunderts von zehn verschiedenen Regionen der Wallonie. Am Ende des Museums befindet sich das Haus des Ardennenpferdes, in dem die Besucher mehrere lebende Exemplare dieses Symbols der Ardennen bewundern können.
Im landwirtschaftlichen Teil des Museums befinden sich ein Restaurant und ein Imbissstand. Das Eisenmuseum bietet ein Café.
Im Jahresverlauf gibt es eine Reihe von Veranstaltungen, die auf der französischsprachigen Website des Museums nachzulesen sind.

## Bilder

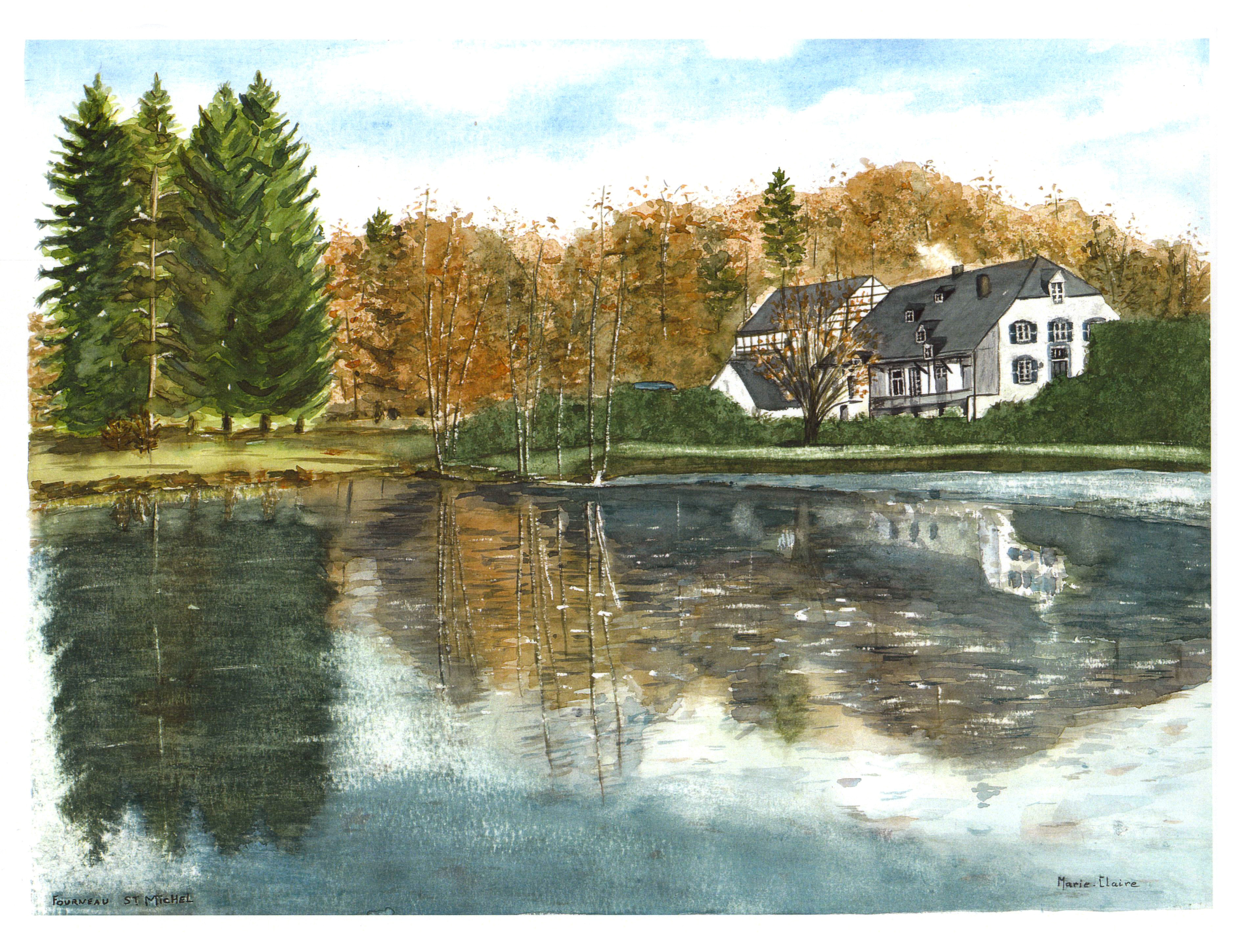
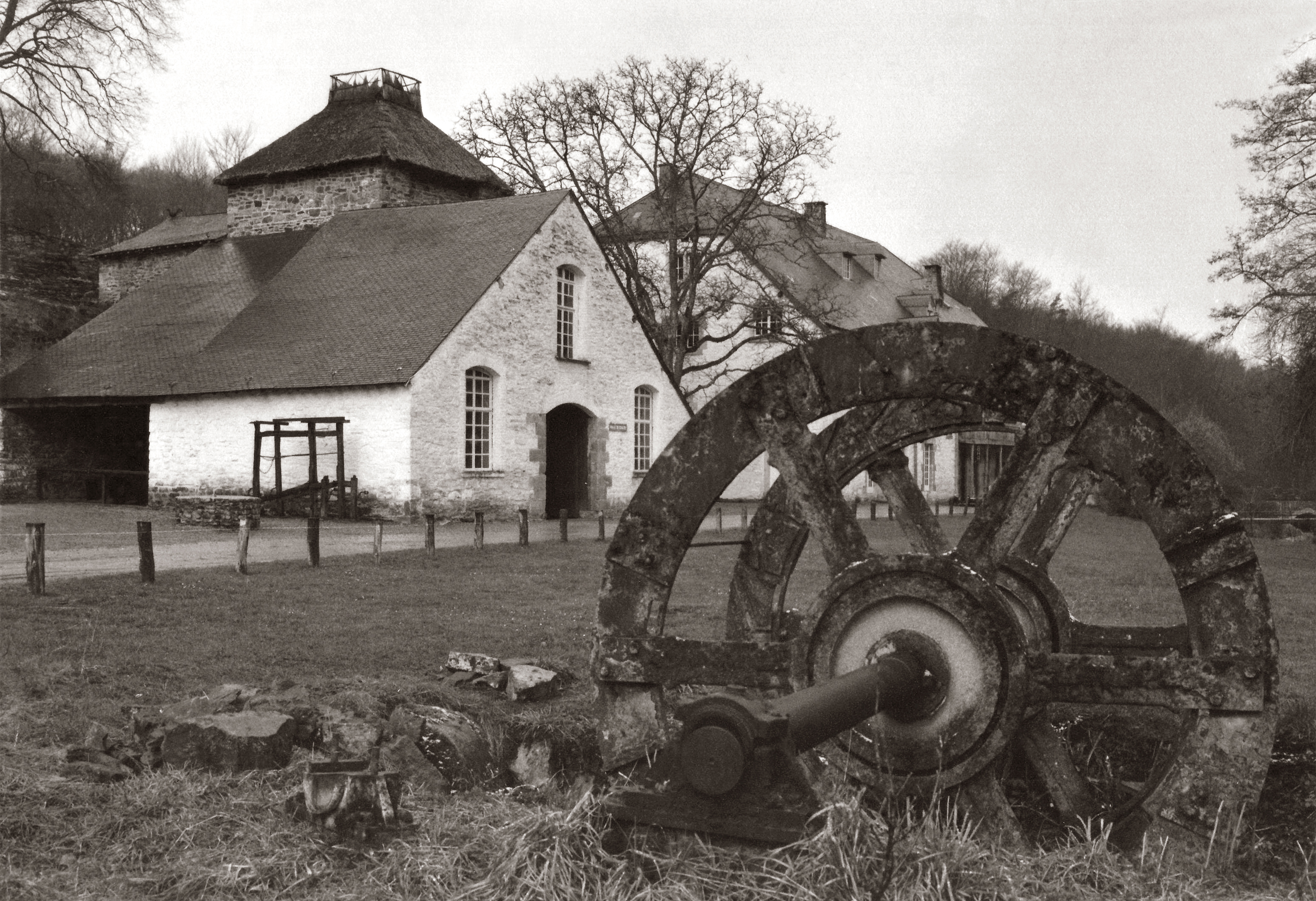
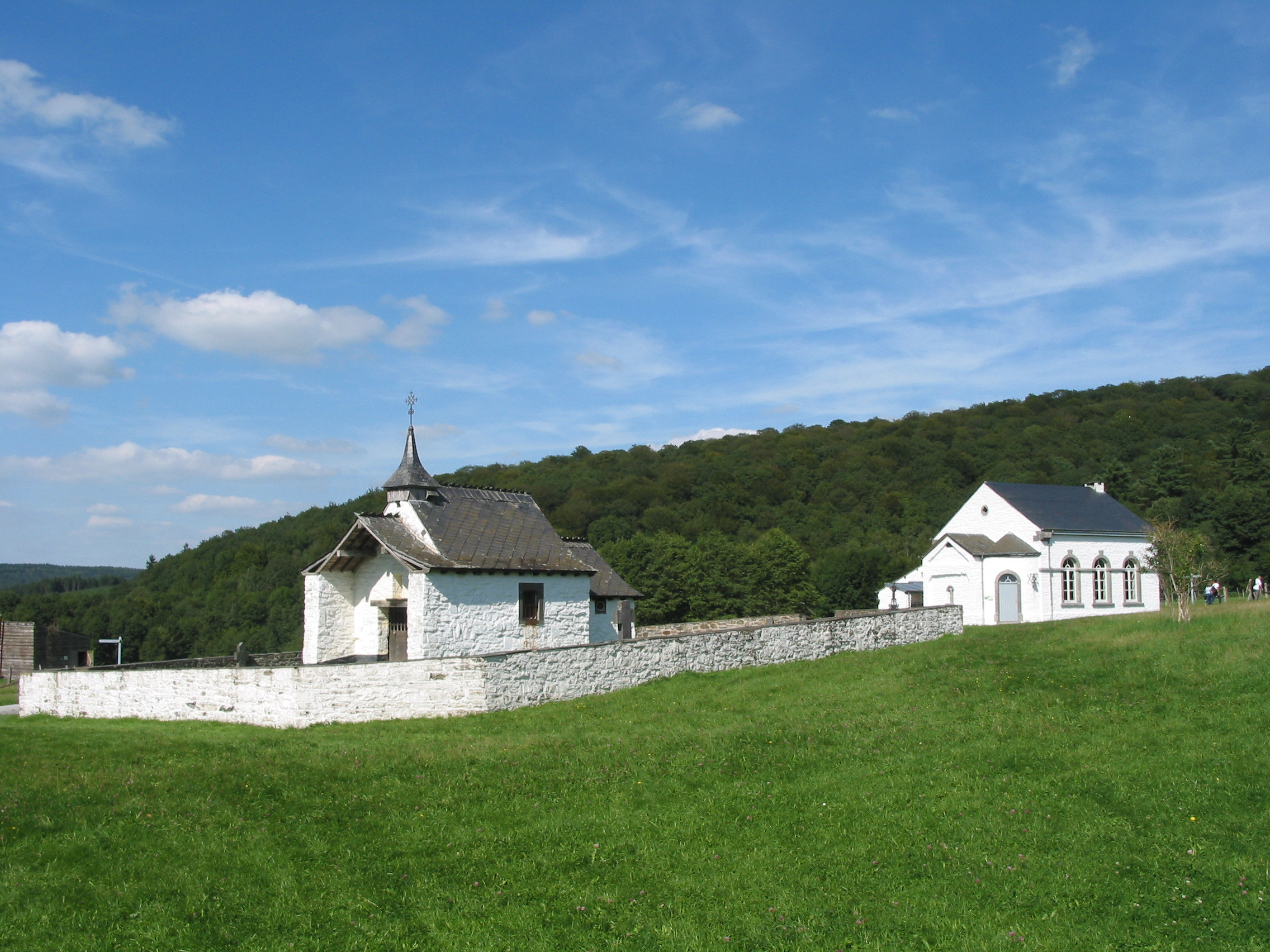
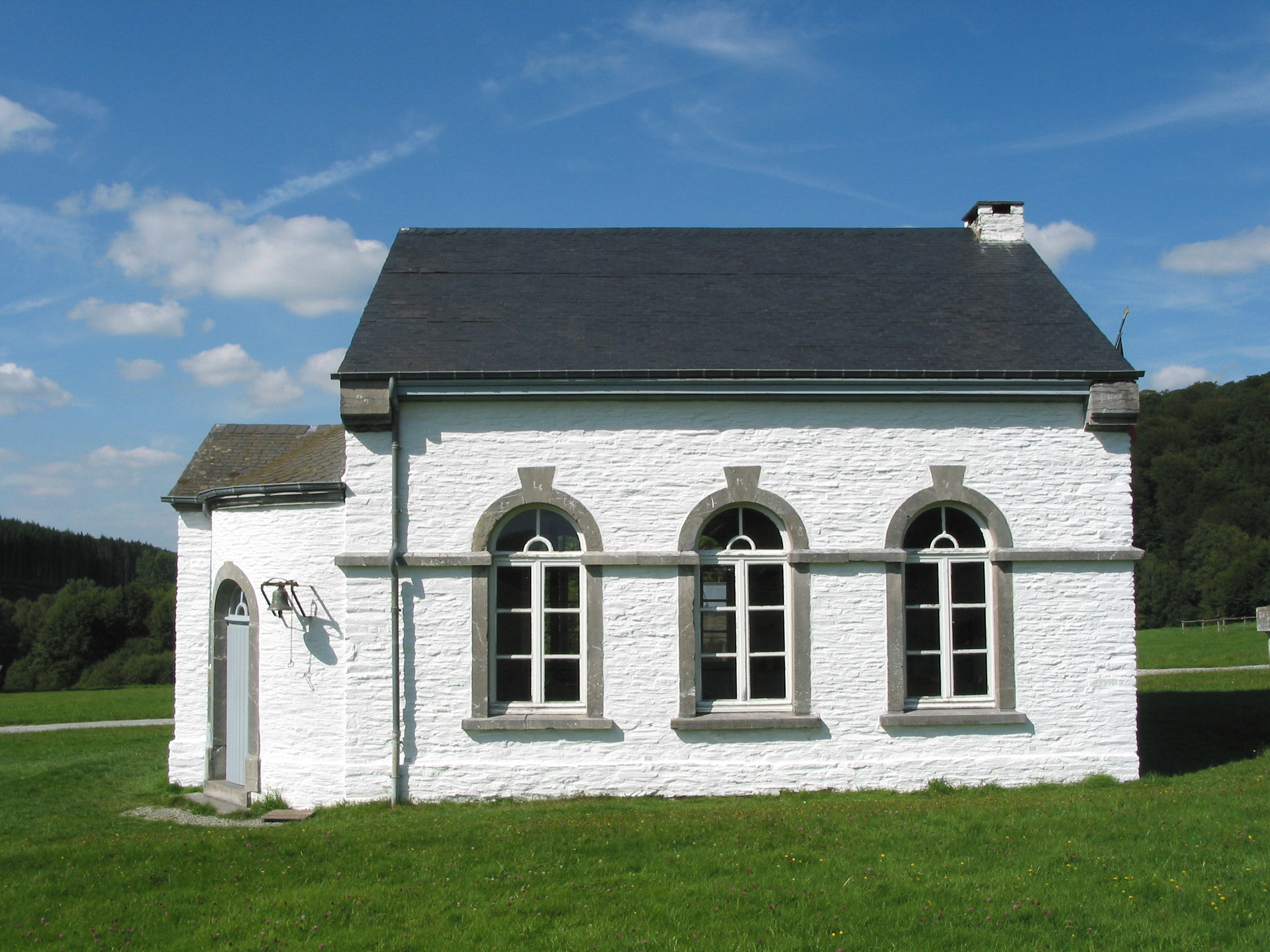
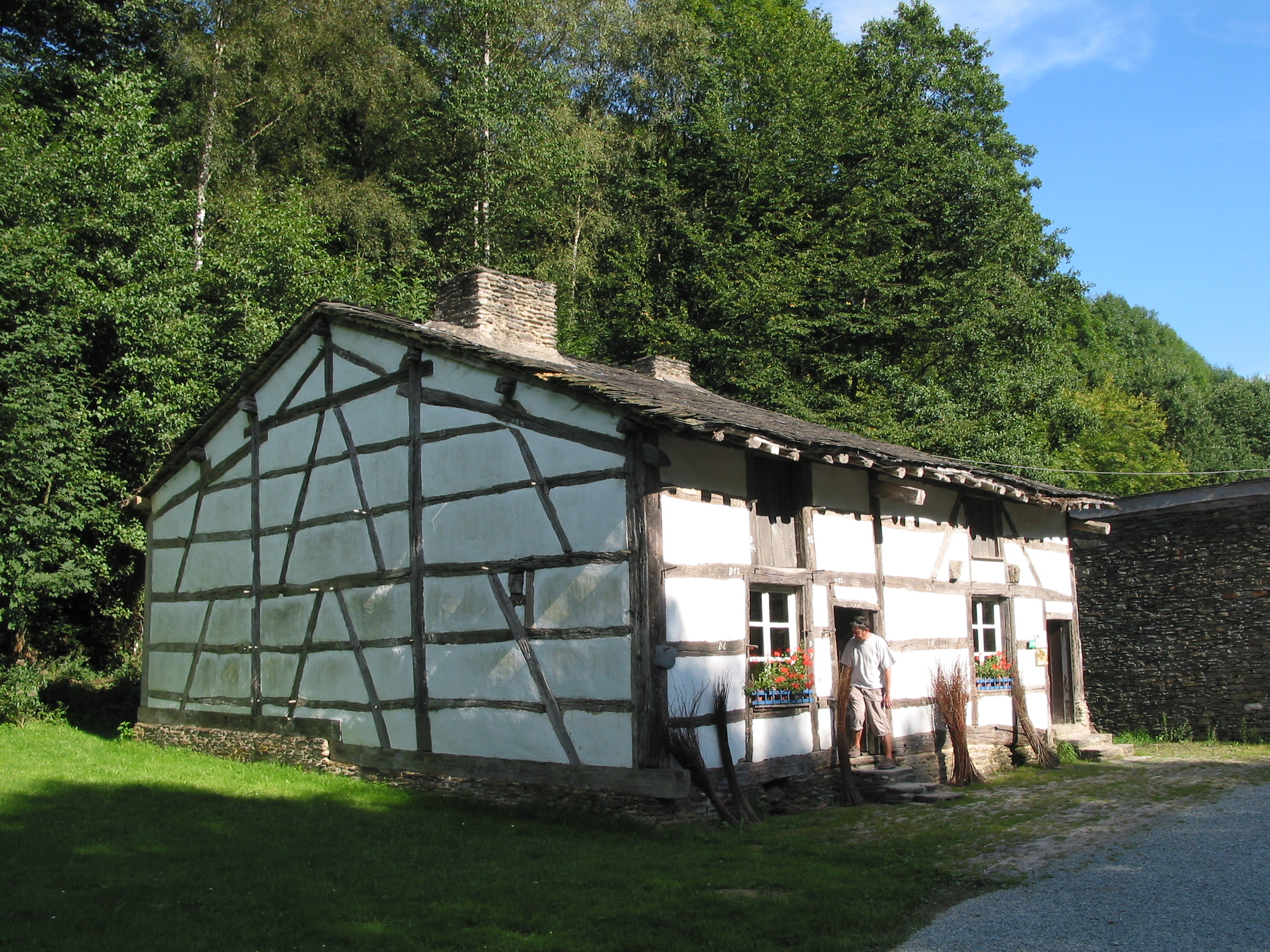
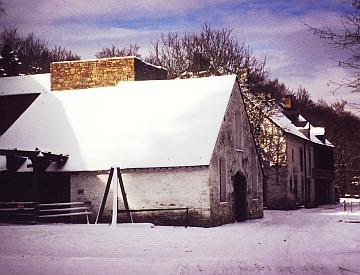
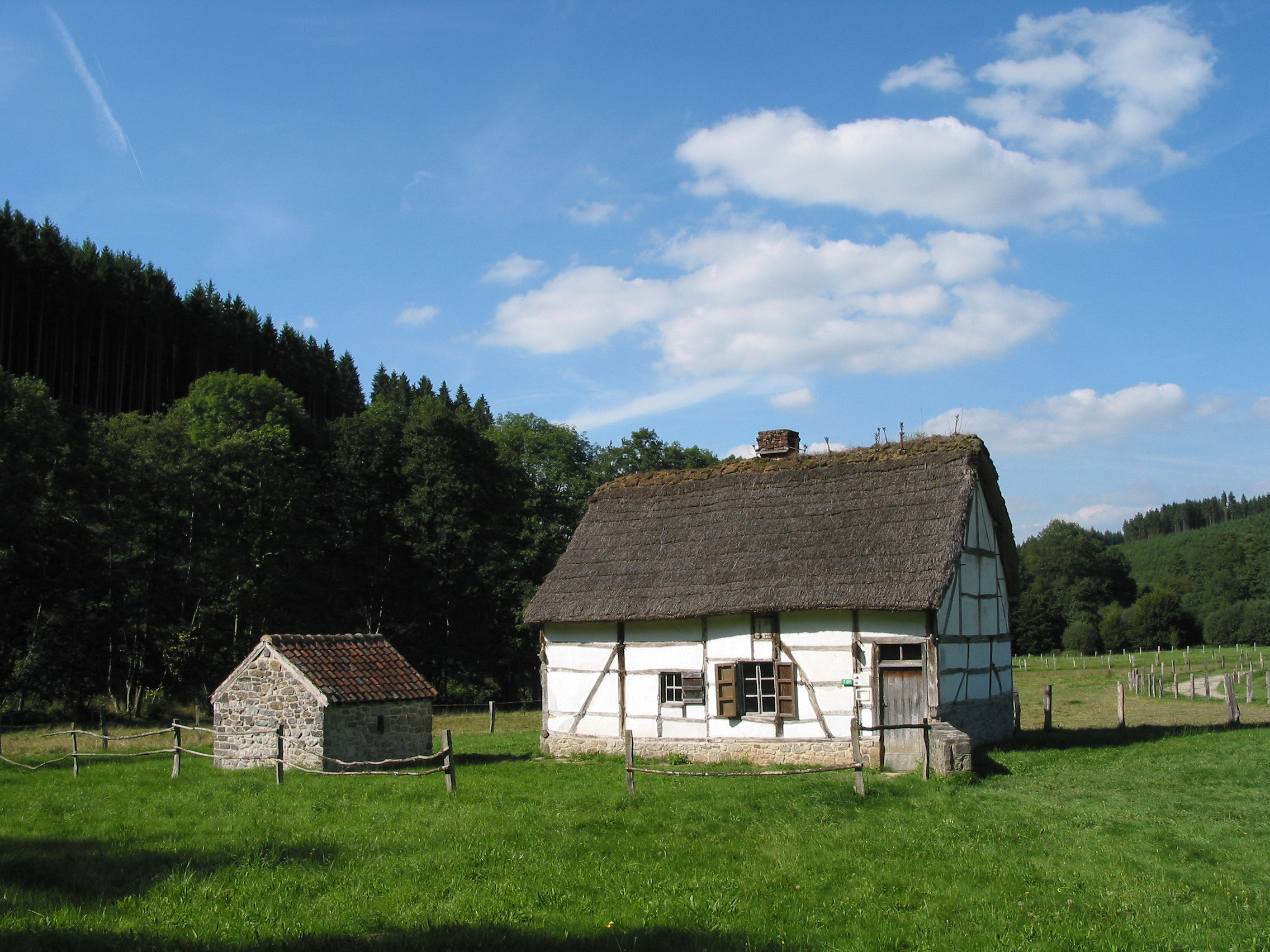
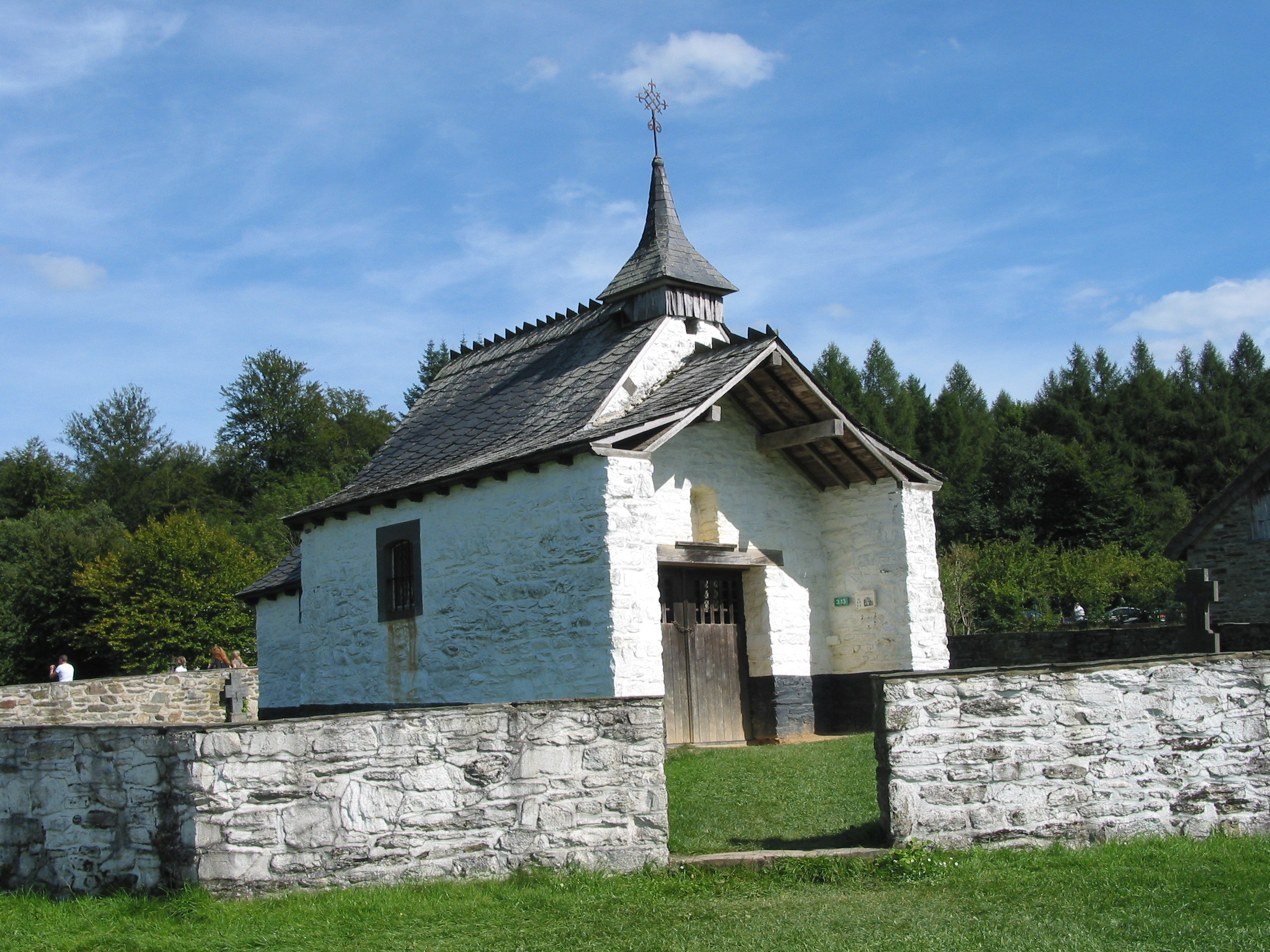

Koordinaten: 50° 5′ 21,2″ N, 5° 20′ 6,7″ O